# Sonja Ferlov Mancoba - en dansk billedhugger i Paris
Sonja Ferlov Mancoba - en dansk billedhugger i Paris er en dokumentarfilm fra 1983 instrueret af Torben Glarbo efter manuskript af Gertrud Købke Sutton.

## Handling
Et besøg hos den danske billedhugger Sonja Ferlov Mancoba (f. 1911) og hendes mand, den afrikanske maler Ernest Mancoba (f. 1907), i deres atelier og stue i Paris. Hos en bronzestøber skildres arbejdet med en af hendes skulpturer, og på Musée de l'Homme ses afrikansk kunst, som har været en vigtig inspirationskilde for den danske kunstner.